# Trifão (governador)
Trifão (em grego: Τρύφων; romaniz.: Trýphon) foi um oficial bizantino do começo do século V que esteve ativo durante o reinado do imperador Arcádio (r. 395–408) ou Teodósio II (r. 408–450). Presidente (praeses) da Líbia Superior, foi mencionado por Sinésio como o antigo governador da Pentápole. Quando esteve em Constantinopla, a ele foi endereçada uma carta de Sinésio, na qual é mencionado como o benfeitor de Cirene, uma possível alusão à sua posição de governador.